# Kingdom (canción)
«Kingdom» es el quinto sencillo del vocalista de Depeche Mode Dave Gahan, publicado en 2007; el primero desprendido de su álbum solista Hourglass de ese mismo año.
Kingdom es un tema compuesto por Dave Gahan, Christian Eigner y Andrew Phillpott, quienes también hicieran mancuerna en los álbumes de Depeche Mode Playing the Angel de 2005 y Sounds of the Universe de 2009.
Como lado B aparece el tema Tomorrow, también del trío Gahan, Eigner, Phillpott.

## Descripción
Es una función de música industrial de tipo mucho más sofisticado a lo que fueran los primeros experimentos en la década de los ochenta con ese género, complementado con una base electrónica fuerte, con lo cual el músico sigue revelando su propia tendencia más hacia el rock que a la música electrónica purista, como en algún momento lo fuera la de DM.

## Formatos

### 7 pulgadas
Mute 393
1. «Kingdom» (versión sencillo) – 3:33
2. «Tomorrow» – 5:14

### 12 pulgadas
12 Mute 393
1. «Kingdom» (Digitalism remix) – 5:36
2. «Kingdom» (Digitalism dub)
3. «Kingdom» (Booka Shade club mix) – 7:39
4. «Kingdom» (Booka Shade dub mix)

### CD
CD Mute 393
1. «Kingdom» (versión sencillo) – 3:33
2. «Tomorrow» – 5:14

LCD Mute 393
1. «Kingdom» (versión sencillo) – 3:33
2. «Kingdom» (Digitalism remix) – 5:36
3. «Kingdom» (Booka Shade club mix) – 7:39
4. «Kingdom» (K10K extended mix) – 6:36
5. «Kingdom» (vídeo promocional)

### Descarga digital
1. «Kingdom» (versión sencillo) – 3:33
2. «Kingdom» (sesión de estudio) - 4:50

#### EPdigital
1. «Kingdom» (versión sencillo) – 3:33
2. «Kingdom» (Digitalism remix) – 5:36
3. «Kingdom» (Booka Shade club mix) – 7:39
4. «Kingdom» (K10K extended mix) – 6:36

## Vídeo promocional
Kiingdom fue dirigido por Jaron Albertin. En este se muestran imágenes de una casa, un estacionamiento sólo de noche, en las cuales se encienden las luces al ritmo de la batería de Christian Eigner, haciendo hincapié sobre su forma de rock industrial basado sobre todo en la percusión del austriaco.
Por otro lado, Dave Gahan aparece cantando y algunas tomas a oscuras tiene muy curiosamente la boca iluminada (con un protector dental adaptado con luces), lo cual le da una peculiarísima apariencia como de vampiro del canto, con sólo su boca visible.
El vídeo se incluye en la edición con DVD de Hourglass, y en la propia edición limitada en CD de Kiingdom.

## En directo
Kiingdom tan sólo ha sido interpretada por Gahan en una presentación promocional única en la ciudad de Nueva York el 23 de octubre de ese mismo año, la cual es la disponible en el EP digital Live from SoHo.
- Datos: Q425659